# A Cambridge Mass
A Cambridge Mass è un'opera corale in sol maggiore di Ralph Vaughan Williams scritta tra il 1898-99 nell'ambito dei suoi studi a Cambridge per il suo dottorato in musica. Si tratta di una delle due opere corali di questo periodo, con accompagnamento orchestrale, su vasta scala sopravvissute. L'altra è una cantata ambientata sul poema di Swinburne The Garden of Proserpine.

## Storia

### Composizione
Di ritorno a Cambridge da un periodo passato a Berlino a prendere lezioni da Max Bruch, a Vaughan Williams fu affidato il compito di comporre un'opera corale/orchestrale su vasta scala (40-60 minuti) contenente quanto segue:
1. Sezioni per uno o più solisti insieme a porzioni importanti per un coro di otto voci;
2. Esempi sia di canoni che fughe;
3. Una sezione orchestrale in forma di sonata, sia come ouverture che come intermezzo;
4. Una sola sezione per voce(i) solista(e), il resto con accompagnamento orchestrale completo.

Vaughan Williams rispose con un concerto basato sul Credo e il Sanctus della messa in una struttura quasi-sinfonica con due movimenti corali con accompagnamento orchestrale, che fiancheggia un movimento centrale per sola orchestra. Non è noto perché Vaughan Williams non abbia ambientato la messa completa. McClarney nella sua tesi ipotizza che ciò potrebbe essere stato dovuto a vincoli di tempo o scontri di personalità con il suo insegnante Stanford, citando una lettera a Holst in cui il compositore parla sia di una mancanza di sonno dovuta al tempo trascorso a scrivere la partitura che a un disaccordo con Stanford sulla struttura della composizione completata.

### Riscoperta
Dopo essere stata esaminata per il dottorato di Vaughan Williams, la messa fu conservata negli archivi universitari fino a quando non fu esposta nel 2007 e fu notata dal direttore Alan Tongue, che riconobbe il suo potenziale significato e ottenne l'autorizzazione dal Vaughan Williams Charitable Trust per una versione eseguibile da ricavare dalla partitura del manoscritto.

### Storia delle esecuzioni
La prima esibizione della messa si svolse il 3 marzo 2011 alle Fairfield Halls di Croydon. Successive esecuzioni ebbero luogo a Bath e negli Stati Uniti presso lo Smith College di Northampton.

### Incisioni
Nell'ottobre 2014 la Albion Records ha pubblicato una registrazione della prima esecuzione della Messa.

## Movimenti
La composizione è una missa brevis per orchestra, doppio coro e quattro solisti ed è divisa in tre movimenti:
1. Credo: Andante Maestoso - Adagio molto - Allegro moderato - Allegro[8]
2. Offertorium: Allegro moderato
3. Finale (Sanctus - Benedictus - Osanna): Adagio - Allegro - Andante sostenuto - Allegro